# Palazzo Del Grillo

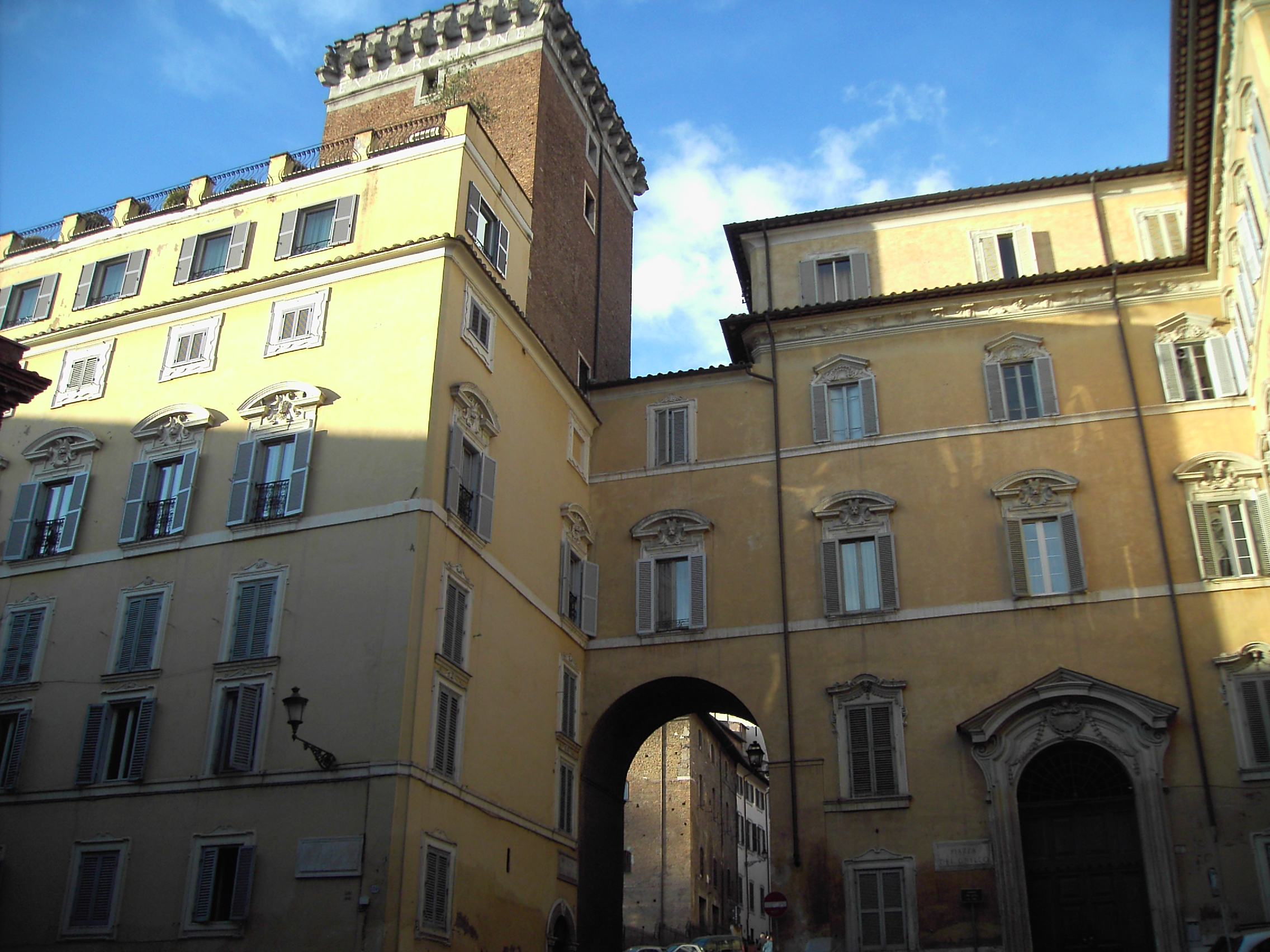
Vista do palácio.

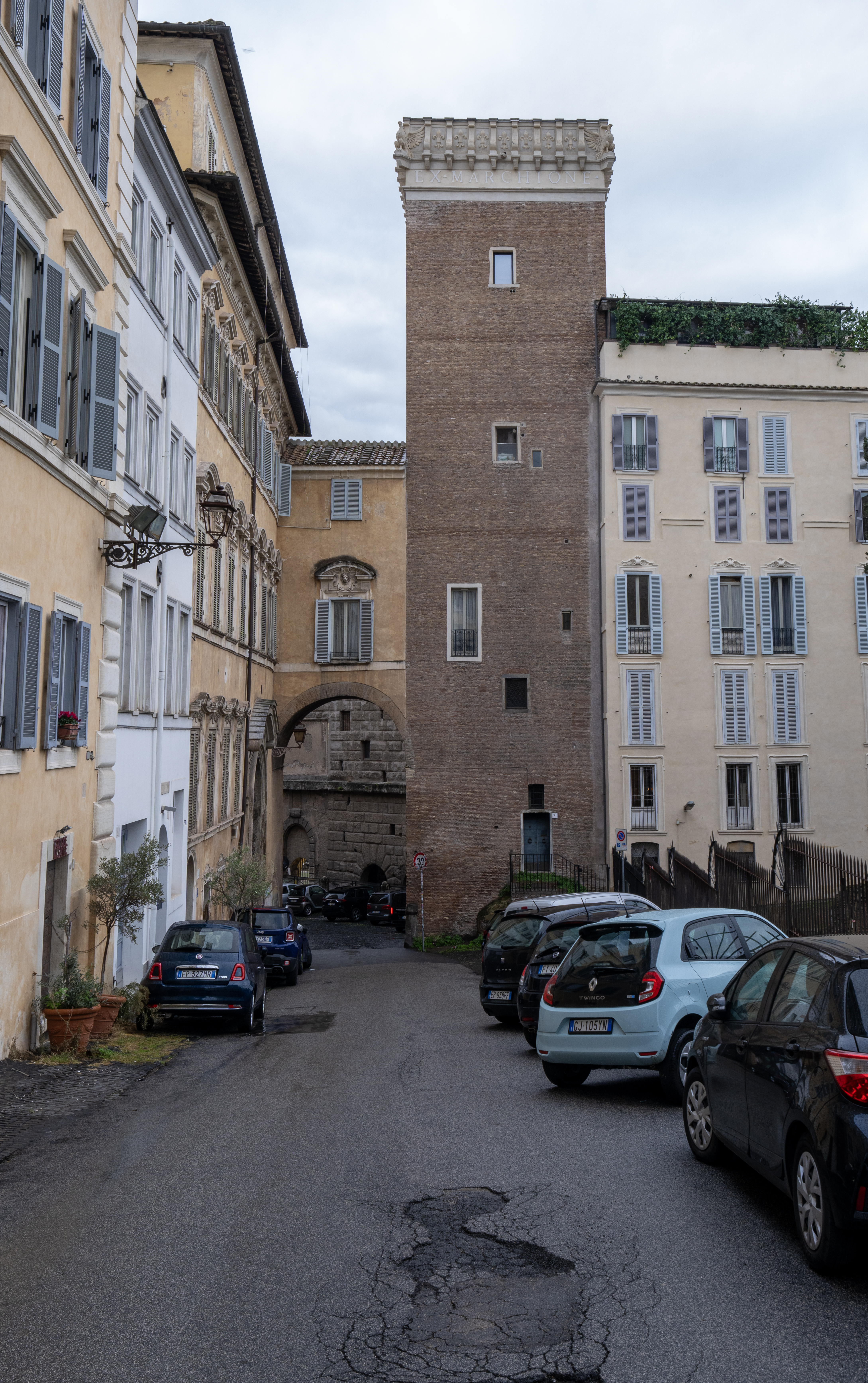
Vista posterior.

Palazzo del Grillo, conhecido também como Palazzo Del Grillo Robilant, é um palácio localizado na Piazza del Grillo, no rione Monti de Roma. 

## História
Construído no século XVII, tem uma bela fachada com um grandioso portão barroco e dois corpos avançados: o esquerdo, ligada à fachada por uma passagem arqueada chamada "dei Conti", tem cinco andares e incorpora uma antiga torre medieval inteiramente preservada; o direito tem três andares. A torre, também chamada de Torre della Miliziola para distingui-la da Torre delle Milizie, próxima e muito maior, foi construída em 1223 pela família Carboni. A torre passou depois para a família Conti e, em 1675, foi comprado pela família Grillo, que a incorporou ao palácio, acrescentando a coroação original com mísulas, como indicado pela inscrição comemorativa "EX MARCHIONE DE GRILLIS", o que lhe valeu o nome alternativo de Torre del Grillo. O palácio passou em seguida para as mãos da família De Robilant. 
O pintor Renato Guttuso viveu no palácio.

## Descrição

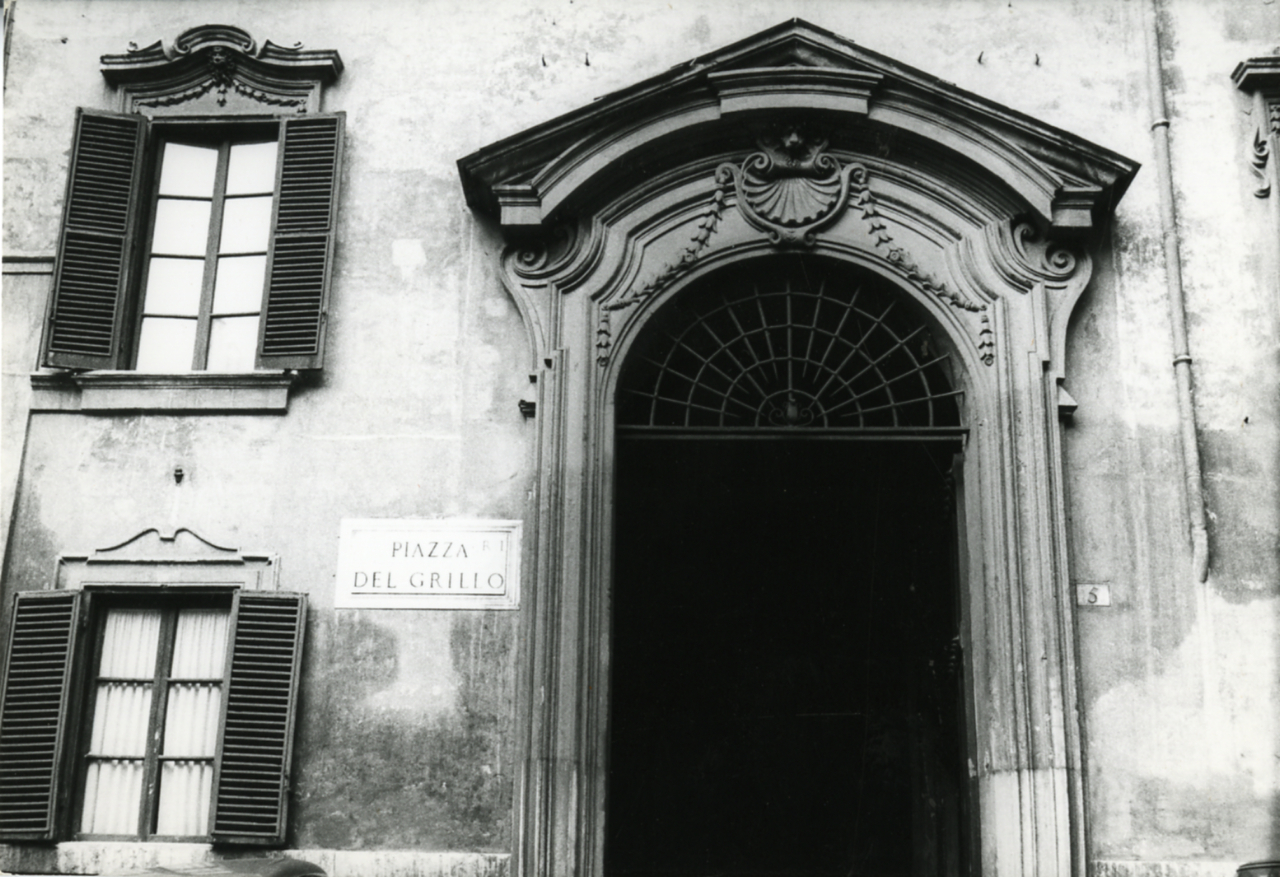
Portal de entrada. Foto de Paolo Monti, 1969.

A parte central do edifício segue o traçado da Salita del Grillo e os dois corpos avançados estão de frente para a Via degli Ibernesi e a Via di Campo Carleo; a família del Grillo se orgulhava de seu jardim, ainda existente, decorado com fontes, ninfeus e esculturas barrocas. No jardim há um portal decorado com quatro colunas rodeadas de cachos e estátuas de Minerva e Mercúrio. No interior, o palácio preserva uma capela e uma galeria adornada com estuques brancos clássicos.